# Zwan
Zwan – zespół rockowy działający w latach 2001–2003. 
Zespół tworzyli:
- Billy Corgan – wokal, gitara – wcześniej w The Smashing Pumpkins.
- Matt Sweeney – gitara – wcześniej w zespołach Chavez i Skunk.
- David Pajo – gitara – wcześniej Slint i Papa M. Grał również z Tortoise, Stereolab, Royal Trux i Willy Oldhamem.
- Paz Lenchantin – gitara basowa – A Perfect Circle. Grała także z Papa M.
- Jimmy Chamberlin – perkusja – wcześniej The Smashing Pumpkins.

## Dyskografia
Albumy
- Mary Star of the Sea (2003)

Single
- Honestly (luty 2003)
- Lyric (czerwiec 2003)